# Matthäus Beringer
Matthäus Beringer OCist († 7. Juli 1548 in Lilienfeld, Österreich) war von 1543 bis 1548 Abt des Stiftes Lilienfeld.

## Leben
Beringers Abtwahl erfolgte am 12. Februar 1543 unter dem Vorsitz der Äbte Hieronymus Feigl (Stift Heiligenkreuz) sowie Konrad Faber (Stift Neukloster) und steht im Zusammenhang mit moralisch-wirtschaftlichen Unregelmäßigkeiten und der Resignation von Abt Sebastian Rottaler. Zuvor wirkte Beringer im Stift als Kellermeister. Zur Wahl standen nur drei Mönche, die vom Prior, Subprior und Bursaren ausgewählt und durch den Wahlvorstand bestätigt werden mussten. Beringer ging einstimmig aus dieser Wahl hervor.
Beringer starb am 7. Juli 1548. Er wurde in der östlich des Kapitelsaals angebauten Wolfgang-Kapelle beigesetzt; sein Grabstein ist seit Abriss dieser Kapelle unter den Arkaden im sogenannten Sandhof aufgestellt.